# Кондратьєв Сергій Петрович
Сергій Петрович Кондратьєв (1872, Алтинівка, Чернігівська губернія — 1964) — російський філолог-класик та перекладач прози і драматургії з давньогрецької на російську мову.

## Родина
Його батько — поштовий чиновник.

## Навчання
Переїхав до Москви до тітки, яка його всиновила і дала своє прізвище. У 1902 році вступив до Московського університету. Закінчивши в 1906 році історико-філологічний факультет Московського університету почав викладати давньогрецьку і латинську мови в московських гімназіях, читав лекції з латинської мови на Вищих жіночих курсах. У цьому ж році опублікував коментар до вибраних поезій Овідія.

## Трудова діяльність
У 1918—1923 роках очолював відділ народної освіти у Звенигороді, одночасно працював в організації з охорони пам'яток старовини і мистецтва. З 1924 року знову в Москві, читав курси стародавньої та середньовічної історії на робітфаку та історію культури на Вищих технічних курсах. Був завідувачем лекційного відділу Московської залізниці.
У 1932—1933 роках був постійним співробітником видавництва «Academia».
В 1944—1948 роках — старший науковий співробітник сектору давньої історії Інституту історії АН СРСР. З 1947 року професор класичної філології у Московському державному педагогічному інституті.

## Переклади
Серед основних перекладів С. П. Кондратьєва — «Опис Еллади» Павсанія, «Дафніс і Хлоя» Лонга, «Таємна історія» Прокопія Кесарійського, листи Платона, різна давньогрецька поезія.
С.Кондратьєву також належить авторство неодноразово перевиданого шкільного підручника латинської мови (1948, у співавторстві з О. І. Васнєцовим) та хрестоматії латинських поетів.